# Маріо Порта
Маріо Порта (італ. Mario Porta, 18 серпня 1925, Флоренція - 25 жовтня 2018, Портоферрайо) — італійський адмірал та політик, начальник генерального штабу збройних сил Італії протягом 1988-1990 років.

## Біографія
Маріо Порта народився 18 серпня 1925 року у Флоренції. У 1947 році закінчив Військово-морську академію в Ліворно у званні гардемарина, після чого ніс службу на лінкорі «Вітторіо Венето». З жовтня 1947 року по вересень 1949 року ніс службу на борту корвета «Ібіс». У 1948 році отримав звання молодшого лейтенанта.
З вересня 1949 року по червень 1950 року пройшов додатковий курс навчання у Військово-морській академії, після чого до жовтня того ж року пройшов курс на борту навчального вітрильника «Амеріго Веспуччі». З жовтня 1950 року по липень 1951 року пройшов Вищий курс навчання у Військово-морській академії.  
З вересня 1951 року по жовтень 1953 року Маріо Порта ніс службу на борту ескортного есмінця «Альдебаран» як офіцер з навігації та зв'язку. У 1952 році отримав звання лейтенанта.
У 1954 році пройшов курс навчання за спеціальністю «Системи бойового управління та обробки інформації» (італ. SIOC, Servizio Informazioni Operazioni di Combattimento) і того ж року - курс «Long Navigation and Direction» у Великій Британії. З жовтня 1955 року по лютий 1957 року ніс службу на есмінці «Сан Марко» начальником служби SIOC. У 1956 році закінчив курси операторів криптографічної системи «Adonis». З лютого 1957 року по січень 1959 року був начальником начальником служби SIOC в оперативному відділі генерального штабу флоту.
У 1959 році  працював інструктором з радіоелектронної боротьби та підготовки з SIOC. З вересня 1959 року по травень 1960 року командував тральщиком «Ларіче», до липня 1960 року - корветом «Ібіс», до жовтня того ж року - корветом «Сібілла».
З жовтня 1960 року по вересень 1967 року Маріо Порта ніс службу у генеральному штабі флоту. У 1961 році отримав звання капітана III рангу, у 1965 році - капітана II рангу. З вересня 1967 року по вересень 1968 року був заступником командира есмінця «Імпавідо». З березня 1969 року по квітень 1970 року командував корветом «Карабіньєре». 31 грудня 1971 року отримав звання капітана I рангу. 
З вересня 1971 року по вересень 1974 року Маріо Порта був військово-морським аташе в посольстві Італії у США. Після повернення, до листопада 1975 року командував крейсером-вертольотоносцем «Вітторіо Венето».
З листопада 1975 року по жовтень 1979 року очолював Департамент загальних досліджень та фінансового планування (італ. Ufficio Studi Generali e Pianificazione Finanziaria) у генеральному штабі флоту. 31 грудня 1977 року отримав звання контрадмірала.
Надалі обіймав різні посади у генеральному штабі військово-морських сил, командував оперативними силами флоту. У 1980 році отримав звання дивізійного адмірала, у 1984 році - адмірала ескадри.
Протягом 1988-1990 років був начальником генерального штабу збройних сил Італії.
Помер 25 жовтня 2018 року в Портоферрайо.

## Нагороди
- Командор Ордена «За заслуги перед Італійською Республікою»
- Великий офіцер Ордена «За заслуги перед Італійською Республікою»
- Кавалер Великого хреста Ордена «За заслуги перед Італійською Республікою»